# Mark Millar
Mark Millar (Coatbridge, 24 dicembre 1969) è un fumettista britannico.
L'autore è noto per aver creato fumetti quali Wanted e Kick-Ass che hanno goduto di trasposizioni cinematografiche. Ha lavorato anche sui personaggi DC Comics e Marvel Comics ma ora è impegnato a sviluppare l'etichetta Millarworld per la quale crea serie e personaggi di cui detiene e controlla i diritti.
Nel 2013 ha ricevuto un'onorificenza tra la più prestigiose del Regno Unito, il Most Excellent Order of the British Empire. Si tratta di un riconoscimento cavalleresco istituito da Giorgio V nel 1917 e che viene riservato a coloro che si sono distinti per il bene dell'Impero britannico in patria e nel mondo.

## Biografia
Ex sindacalista e giornalista, Millar inizia la sua carriera lavorando sulla scena britannica indipendente, scrivendo Saviour un titolo horror ben accolto dalla critica e con il meno famoso Shadowmen. Inizia quindi una collaborazione con Grant Morrison con cui scrive numerose storie e in particolare 2000 AD, rinnovando numerosi personaggi tra cui Judge Dredd, con un ottimo riscontro di pubblico.
Il salto di qualità per Millar arriva quando viene chiamato dalla DC Comics con la serie Vertigo Swamp Thing (con un ciclo controverso in cui la "Cosa delle paludi" attraversa i mondi paralleli del DC-Verse) e in seguito scrive la JLA (con alcune storie brevi e con la mini Paradise Lost), Flash (insieme al mentore e amico fraterno Grant Morrison), Aztek (sempre in coppia con Morrison) e Superman Adventures (con storie ispirate al cartoon prodotto dalla Warner); inoltre succede a Warren Ellis nella scrittura di Authority, dove viene apprezzato sia da pubblico che dalla critica, con uno stile molto violento, umoristico e trasgressivo.
Millar quindi si fa la fama (parzialmente ricercata) di contro-corrente e quando la DC censura delle sue sceneggiature di Authority decide di abbandonare la serie proprio nel momento in cui la serie stava scalando le classifiche di vendita.
Millar lascia così la DC (anche se verrà pubblicato Superman: Red Son in cui Millar racconta la storia del supereroe immaginandolo cresciuto nella Russia comunista) per entrare nella Marvel Comics, dove diventa lo scrittore di Ultimate X-Men e poi crea insieme a Bryan Hitch gli Ultimates, la versione politicamente scorretta dei Vendicatori.
Nel 2003 Millar scrive  Trouble, un fumetto che si rifà ai vecchi romance comics, imperniato sulle vicende di quattro ragazzi che si conoscono durante l'estate, che portano gli stessi nomi dei genitori e degli zii di Peter Parker, anche se la loro identità viene lasciata nel dubbio. Millar è anche autore della serie Marvel Knights Spider-Man, un approccio meno "morbido" all'Universo ragnesco, che contiene violenza più esplicita e allusioni a temi scottanti (come la sessualità di alcuni supercriminali).
Sempre nel 2004, Millar tenta di creare una propria linea di fumetti chiamata Millarworld, pubblicando fumetti con diverse case editrici, vengono pubblicati Wanted (che racconta le avventure di una comunità di supercriminali che usano i loro poteri per fini egoistici), Chosen (da lui ribattezzato Ultimate Jesus Christ) e Unfunnies. 
Nel 2005, Millar ha rilanciato insieme a John Romita Jr. la collana dedicata Wolverine, ha scritto la seconda serie (stagione come preferisce chiamarla lui) degli Ultimates e creato gli Ultimate Fantastic Four insieme a Brian Michael Bendis per poi ritornavi in solitaria con il numero 21 con i disegni di Greg Land. Sul finire dell'anno Millar annuncia un periodo sabbatico di sei mesi, per curare una malattia non meglio specificata con la chemioterapia (anche se lui specifica che non si tratta di un tumore), ma questo non gli impedisce di prendere incarichi per i mesi successivi.
Nel 2006, gli viene assegnato uno degli incarichi più importanti per la Marvel: scrivere il crossover Civil War, ambientato nell'universo classico. Si tratta di sette numeri disegnati dal canadese Steve McNiven, pensati per cambiare per sempre lo status quo di molti personaggi della Terra 616, mettendo due fazioni di eroi gli uni contro gli altri. 
Nello stesso anno avrebbe dovuto lanciare anche la miniserie Marvel dal titolo 1985, che racconta la storia di un ragazzino che scopre di possedere poteri superumani in un mondo in cui i supereroi sono soltanto nei fumetti, ancora senza macchia e non conoscono l'ira decostruzionista attuata dalle opere di Alan Moore e Frank Miller. Inizialmente doveva essere un esperimento speciale, e mai tentato prima, in quanto sviluppato come fotoromanzo. Le prove non hanno soddisfatto la dirigenza Marvel che ha optato per un rifacimento con une versione disegnata tradizionalmente, ora prevista per il 2007. Dello stesso periodo sono anche l'uscita di altri progetti creator-owned, fra cui l'ultima miniserie (Kick-Ass, disegnata da Romita Jr.) del suo progetto Millarworld, dopo la quale partirà la "fase due" dello stesso progetto. Due di queste opere saranno inserite nella linea Icon Comics, un'etichetta della Marvel dove vengono pubblicati lavori i cui diritti d'autore restano ai creatori. Il prossimo tassello del suo Millarworld, sarà pubblicato dalla Image Comics, il titolo della mini serie è War Heroes, con i disegni di Tony Harris.
La Marvel nel 2008 gli affida Fantastic Four affiancandogli Bryan Hitch ai disegni, e così riforma il duo che aveva già avuto molto successo su Ultimates.
Scriverà anche una breve saga di 8 numeri sulla testata Wolverine, ambientata nel futuro dal titolo Old Man Logan (ai disegni Steve McNiven).
Nel 2010 Millar ha creato altre due serie supereroistiche: Nemesis con disegni di Steve McNiven e Superior con disegni Leinil Yu. 
Particolare dello stile di Millar è l'entrata della politica reale nei fumetti, anche con contrasti tra supereroi e politici o con rimandi alla situazione attuale, e per questo motivo è stato più volte criticato da alcuni. Non nasconde un suo schieramento contro la politica conservatrice nei suoi albi, andando contro a numerosi stereotipi e preconcetti sui supereroi asserviti alla politica e inclini all'azione senza nessuna riflessione a posteriori. La versione Ultimate di Thor, per esempio, è dichiaratamente no-global e si schiera contro le multi-nazionali e il governo degli USA.
Millar, oltre ai fumetti, ha tentato anche la strada televisiva con una serie televisiva sui vampiri chiamata Sikeside e producendo la versione cinematografica di Wanted. Mark Millar è inoltre tifoso della squadra di calcio dei Glasgow Celtic.

## Opere
- Saviour (Trident Comics, tra la fine degli anni ottanta e l'inizio degli anni novanta)
- Purgatory (2000 AD, nn.834-841, 1993)
- Big Dave (2000 AD, nn. 842-907, 1993-94 e Yearbook 1994)
- Maniac 5 (2000 AD, nn. 842-849 & 956-963, 1993 & 1995)
- Judge Dredd (2000 AD, varie storie tra il 1990 e il 1994)
- The Grudge-Father (2000 AD nn. 878-883, 1994)
- Babe Race 2000 (2000 AD, Yearbook 1995 e nn. 883-888, 1994)
- Janus: Psi-Division (2000 AD, nn. 980-984 e 1024-1031, 1996-97)
- Swamp Thing (DC Comics, n. 141-143 in coppia con Grant Morrison, nn. 144-171, marzo 1994-ottobre 1996)
- The Flash (DC Comics; nn. 130-135, ottobre 1997-marzo 1998)
- Superman Adventures (DC Comics; 1998-2001, alternandosi con altri autori)
- The Authority (WildStorm, DC Comics)
- Superman: Red Son (Elseworlds, DC Comics)
- The Ultimates (Ultimates 1, Ultimates 2, Marvel Comics, 2002-2005)
- Trouble (Marvel Comics, 2003)
- Chosen (Dark Horse Comics, miniserie di tre numeri, febbraio-agosto 2004) - Millarworld
- The Unfunnies (Avatar Press, 2003-04, pubblicazione sospesa) - Millarworld
- Wanted (Top Cow, miniserie di 6 numeri, 2004) - Millarworld
- Ultimate Fantastic Four (Marvel Comics, 2005)
- Marvel Knights Spider-Man  nn. 1-12 (Marvel Comics, 2004-2005)
- Wolverine, terza serie, nn. 20-31 (Marvel Comics, 2004-2005)
- Civil War (Marvel Comics, miniserie di 7 numeri, maggio 2006 - febbraio 2007)
- Fantastic Four nn. 554-569 (Marvel Comics, 2008-2009)
- Kick-Ass miniserie creata insieme al disegnatore John Romita Jr.. - Millarworld
- Marvel 1985 (miniserie di 6 numeri, Marvel Comics, 2008)
- Wolverine, terza serie, nn. 66-72 + Wolverine: Old Man Logan Giant-Sized special (2008–2009)
- War Heroes nn. 1-in corso (Image Comics, 2008–in corso) - Millarworld
- Ultimate Comics: Avengers (Ultimate Comics: Avengers, Ultimate Comics: Avengers 2, Ultimate Comics: Avengers 3, Ultimate Comics: Avengers 4, 2009–in corso)
- Nemesis (miniserie di 4 numeri, Icon Comics, marzo-dicembre 2010) - Millarworld
- Superior (miniserie di 6 numeri, Icon Comics, 2010) - Millarworld
- Kick-Ass 2 sequel della miniserie Kick-Ass. (Marvel Comics-Icon, miniserie di 7 numeri, 2010-2012) - Millarworld
- The Secret Service miniserie di 6 numeri realizzata con Matthew Vaughn come coautore del soggetto e Dave Gibbons ai disegni. (Marvel Comics-Icon, giugno 2012 - giugno 2013) - Millarworld
- Hit-Girl: miniserie di 5 numeri realizzata con John Romita Jr. alle matite (Marvel Comics-Icon, agosto 2012 - aprile 2013) - Millarworld
- Supercroocks, miniserie distribuita dall'etichetta Icon, co-creata con Nacho Vigalondo e disegnata da Leinil Yu, (maggio 2012-in corso) - Millarworld
- Jupiter's Legacy serie regolare realizzata con Frank Quitely ai disegni (Image Comics, aprile 2013 - in corso)
- Kick-Ass 3: ultima miniserie della trilogia di Kick-Ass realizzata come le precedenti con il disegnatore John Romita Jr. (Marvel Comics-Icon, luglio 2013 - 2014) - Millarworld

## Film tratti da sue opere
- Wanted - Scegli il tuo destino, regia di Timur Bekmambetov (2008)
- Kick-Ass, regia di Matthew Vaughn (2010)
- Kick-Ass 2, regia di Jeff Wadlow (2013)
- Kingsman - Secret Service (Kingsman: The Secret Service), regia di Matthew Vaughn (2014)
- Captain America: Civil War, regia di Anthony e Joe Russo (2016)
- Logan, regia di James Mangold (2017)

## Produttore cinematografico
- Kingsman - Secret Service (Kingsman: The Secret Service), regia di Matthew Vaughn (2014)